# Alexander Johnston (konstnär)

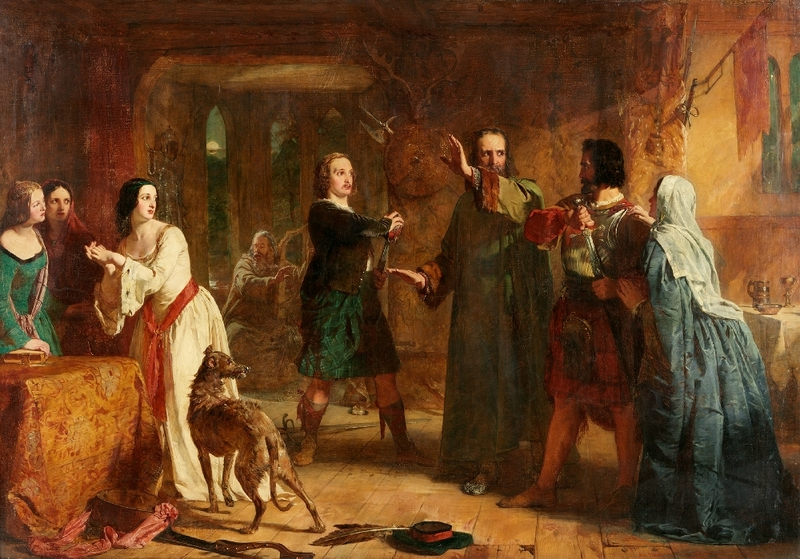
Scen från Lady of the Lake, målad av Alexander Johnston.

Alexander Johnston, född 1815, död den 2 februari 1891, var en skotsk målare.
Johnston utbildade sig i London, där han 1836 uppträdde med historiska bilder. Bland dessa kan nämnas Covenanterns bröllop och Covenanterns begravning (1842), Tillotson ger lord Russell nattvarden i fängelset (1846, i Londons nationalgalleri) samt Isaac Watts och hans mor (1871).